# هدف (فیلم ۲۰۰۷)
هدف 
(به تلوگویی: Lakshyam) فیلمی محصول سال ۲۰۰۷ و به کارگردانی سریواس است. در این فیلم بازیگرانی همچون گوپیچاند، جاگاپاتی ببو، آنوشکا شتی، یاشپال شارما، اشیش ویدیارتی و کوتا سرینیواسا راو ایفای نقش کرده‌اند.